# .er
.er — национальный домен верхнего уровня для Эритреи. По состоянию на 2020 год на нём было зарегистрировано 66 сайтов. Такое маленькое количество сайтов связано с экономическим положением страны, из-за этого же многие люди в Эритрее не имеют доступа к Интернету. Регистратором домена является оператор мобильной и сотовой связи EriTel со штаб-квартирой в Асмэре.

## Домены второго уровня
Для домена .er существуют домены второго уровня, однако их регистрация очень затруднена, а сами домены будут доступны только учреждениям и организациям в пределах Эритреи. Ниже представлен список доменов второго уровня:
- edu.er: для учебных заведений;
- com.er: для коммерческих организаций и предприятий;
- gov.er: зарезервировано для правительства Эритреи;
- net.er: для сетевых операторов и провайдеров;
- org.er: для некоммерческих организаций;
- mil.er: зарезервировано для вооружённых сил Эритреи;
- ind.er: для граждан Эритреи (предположение);
- rochest.er: неизвестно;
- w.er: неизвестно.

Домены mil.er и ind.er хотя и делегированы, но в их зоне с 2004 года не было никаких изменений.